# ایدیل وایلد پاین کوو (کالیفرنیا)
ایدیل وایلد پاین کوو (به انگلیسی: Idyllwild-Pine Cove) یک منطقهٔ مسکونی در ایالات متحده آمریکا است که در شهرستان ریورساید، کالیفرنیا واقع شده‌است. ایدیل وایلد پاین کوو ۳۵٫۵۶۸ کیلومتر مربع مساحت و ۱۱٬۸۰۶ نفر جمعیت دارد و ۱٬۶۵۰ متر بالاتر از سطح دریا واقع شده‌است.